# Paweł Stasiak

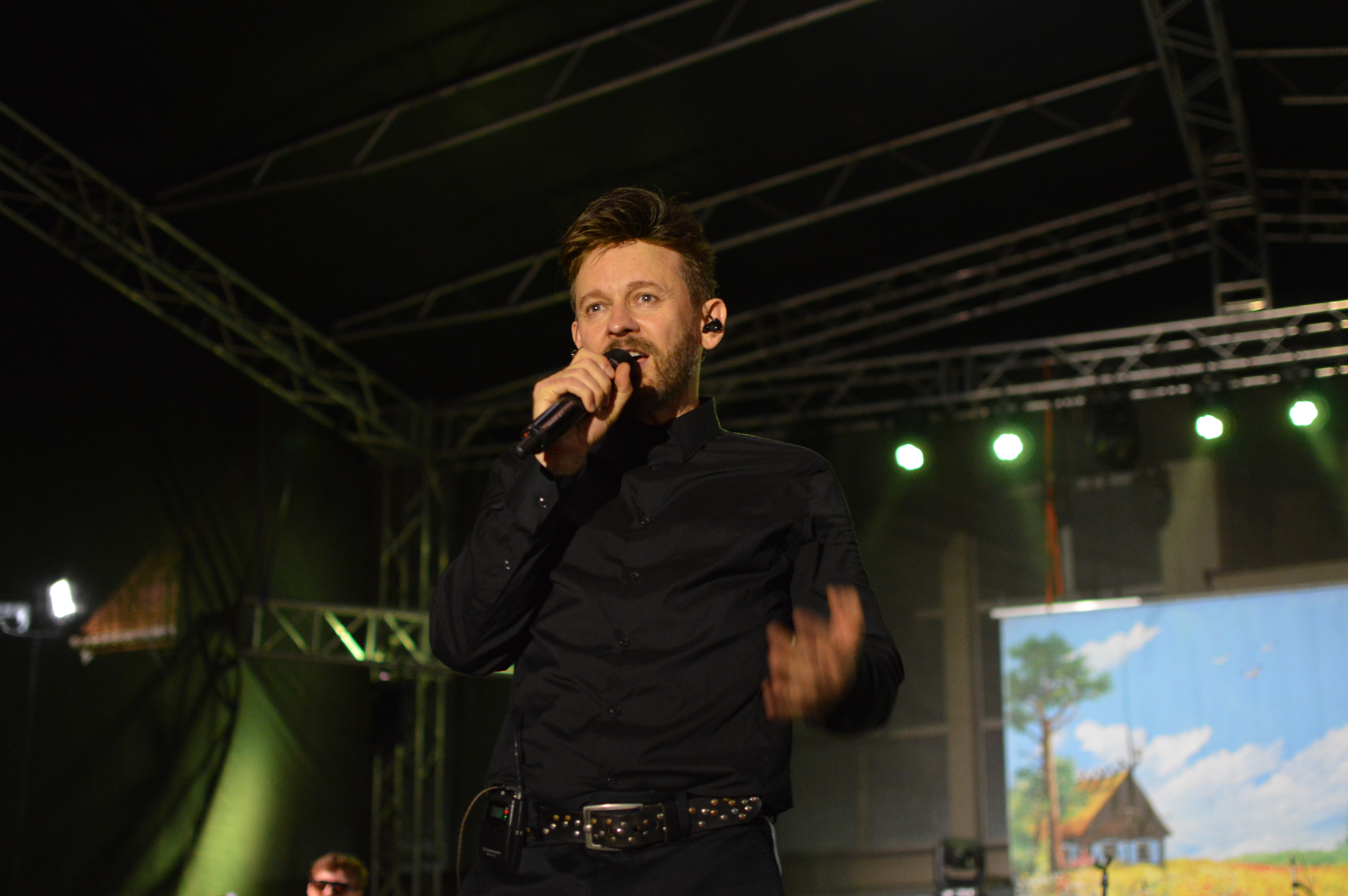
Paweł Stasiak, ngày 27 tháng 7 năm 2019

Paweł Stasiak (nghệ danh: Pablosson, sinh ngày 19 tháng 11 năm 1967 tại Łódź) là một ca sĩ người Ba Lan.

## Sự nghiệp
Stasiak đã bắt đầu sự nghiệp âm nhạc với nhóm nhạc Gawęda. Vào những năm 1980, Stasiak gia nhập ban nhạc pop Papa Dance và đến năm 1986 thì anh chính thức trở thành giọng ca chính của nhóm nhạc này (thay thế ca sĩ Grzegorz Wawrzyszak). Vào năm 1990, ban nhạc này ngừng hoạt động nên Stasiak đã bắt đầu sự nghiệp solo với nghệ danh "Mr. Dance". Sau đó, anh đã phát hành các album: Mr Dance, Pozdrowienia dla Papa Dance và Życzenia.
Đến năm 2001, nhóm nhạc Papa Dance lại được hồi sinh và Stasiak tiếp tục làm giọng ca chính. Từ năm 2007, nhóm nhạc chính thức đổi tên thành Papa D.
Vào năm 2018, anh lấy nghệ danh mới là Pablosson và thể hiện bài hát “Sunflower” tại vòng chung kết quốc gia Ba Lan trong khuôn khổ cuộc thi Eurovision Song Contest 2018.